# Astèrix i Latraviata
 Astèrix i Latraviata  (francès: Astérix et Latraviata) és el trenta-unè àlbum de la sèrie Astèrix el gal, amb guió i dibuix d'Albert Uderzo. Va ser publicat en francès el 2001. El tiratge original en francès va ser de 3 milions d'exemplars.

## Sinopsi
És l'aniversari de l'Astèrix i l'Obelix: les seves mares han vingut de Condate (Rennes) a visitar-los durant diversos dies. La d'Astèrix li ofereix una espasa romana, la d'Obelix un casc romà. Totes dues somien casar-se amb el seu fill, però aquest últim no ho deixen passar. Mentrestant, a Condate, els pares d'Astèrix i Obèlix, que junts regeixen una botiga de records d'Armòrica, són arrestats pel prefecte a sou de l'enemic jurat de Cèsar, Pompeu. Aquest últim vol reclutar secretament un exèrcit a la Gàl·lia, però un soldat anomenat Vadebrutus (veure El regal del Cèsar) ha bestret les armes de Pompeu i els ha vendut als pares d'Astèrix i Obèlix. Quan aquestes armes són retrobades a casa d'Astèrix, Pompeu fa servir una actriu, Latraviata, que es presenta com Falbalà (veure Astèrix legionari), per recuperar-les.

## Comentaris
- El nom de l'actriu Latraviata està inspirat en "La Traviata", títol d'una òpera de Giuseppe Verdi sobre una cortesana a París.
- En aquest àlbum se'ns informa que Astèrix i Obèlix van néixer el mateix dia, però a Obèlix i companyia només se celebra l'aniversari d'Obèlix.
- La mare d'Obèlix fa menció al TGV, que Ordralfabètix tradueix com "Transport Gal Veloç".
- És la segona aparició del legionari borratxo Vadebrutus, que ja havia aparegut a "El regal del Cèsar"[2]
- Latraviata és la primera actriu que rep un Premi César (p. 46)
- Panoràmix admet que tot i que ha creat una poció que dona força sobrehumana, que pot transformar un home en granit, que pot retornar-lo a la infantesa, no vol dir que ho sàpiga fer tot.
- Els pirates es troben a Astèrix a alta mar, però fugen al prendre'l per un esperit salvant el vaixell.
- És la segona aparició de Farbalà i Tragicòmix, després d'Astèrix legionari.[3][4]
- El bard Assegurançatòrix seu lligat a l'arbre, amb les icones de la història (la perruca de Latraviata i el casc i l'espasa de Pompeu). Mentrestant, arriba Idéfix amb una bona notícia per donar.